# Gary Brokaw
Gary George Brokaw (New Brunswick, 11 gennaio 1954) è un ex cestista, allenatore di pallacanestro e dirigente sportivo statunitense, professionista nella NBA.

## Carriera
Venne selezionato dai Milwaukee Bucks al primo giro del Draft NBA 1974 (18ª scelta assoluta).